# Williams (Iowa)
Williams – miasto w Stanach Zjednoczonych, w stanie Iowa, w hrabstwie Hamilton. Zgodnie ze spisem statystycznym z 2000 roku, miasto liczyło 427 mieszkańców.